# 운악산성
운악산성은 대한민국 경기도 포천시 화현면 화현리에 있다. 2012년 9월 10일 포천시의 향토유적 제49호로 지정되었다.

## 개요
운악산성은 포천과 가평 사이에 위치한 매우 험준한 운악산에 축조한 산성으로, 포천시의 화현면·일동면·신북면·군내면 일대에 대한 조망이 양호한 곳에 위치하며, 운악산 서쪽 비탈면에 축조되었다.

## 같이 보기
- 운악산